# La Colmena
La Colmena – miasto w departamencie Paraguarí, w Paragwaju. Według danych na rok 2020 miasto zamieszkiwało 5855 osób, a gęstość zaludnienia wyniosła 59,1 os./km².

## Demografia
Ludność historyczna:
| Rok                         | 2000 | 2005 | 2010 | 2015 | 2020 |
| --------------------------- | ---- | ---- | ---- | ---- | ---- |
| Ludność                     | 5578 | 5638 | 5697 | 5771 | 5855 |
| Gęstość zaludnienia os./km² | 56,3 | 56,9 | 57,5 | 58,2 | 59,1 |

Ludność według grup wiekowych na rok 2020:
| Wiek                                | 0–9 lat | 10–19 lat | 20–29 lat | 30–39 lat | 40–49 lat | 50–59 lat | 60–69 lat | 70–79 lat | 80+ lat |
| ----------------------------------- | ------- | --------- | --------- | --------- | --------- | --------- | --------- | --------- | ------- |
| Liczba osób w danej grupie wiekowej | 1031    | 1048      | 1010      | 889       | 565       | 509       | 423       | 246       | 132     |

Struktura płci na rok 2020:
| Płeć                         | Mężczyźni | Kobiety |
| ---------------------------- | --------- | ------- |
| Liczba osób w danej płci     | 3127      | 2728    |
| Liczba osób w danej płci w % | 53,4      | 46,6    |

## Flora
W lasach niedaleko La Colmena można spotkać dziko rosnącą pomarańczę gorzką.

## Fauna
W La Colmena żyją cykady oraz wiele gatunków ptaków m.in. zimorodek, koliber, sokół, papuga oraz tukan.